# Stance
Stance (italsky ottava rima) je osmiveršová strofa a forma básně, která vznikla v 13. století v italské trubadúrské poezii. Většinou je v ní použit jambický verš s deseti až jedenácti slabikami. Vlastní stance se rýmuje podle schématu abababcc, toto rýmování má ale několik obměn a variant (viz níže).Rytmicky je verš utvořen pětistopým jambem a deseti slabikami.
Canto l’arme pietose, e ’l Capitano
Che ’l gran sepolcro liberò di Cristo.
Molto egli oprò col senno e con la mano;
Molto soffrì nel glorioso acquisto:
E invan l’Inferno a lui s’oppose; e invano
s’armò d’Asia e di Libia il popol misto:
Chè ’l Ciel gli diè favore, e sotto ai santi
Segni ridusse i suoi compagni erranti.
(Torquato Tasso, Osvobozený Jeruzalém)

## Historie
Sloka je italského původu, bývala užívána v hrdinských a směšnohrdinských dílech. První doložené užití je od Boccaccia, a to v jeho poémě Teseide z roku 1340. Byla velmi užívána v italské epické poezii. V roce 1487 publikoval Luigi Pulci směšnohrdinské dílo Morgante Maggiore, což je první použití stance v díle tohoto druhu. Mimoto byla stance hojně užívána v libretech k operám, například k opeře Così fan tutte. Sloka je taky často užívána v angličtině, napřed v překladech, pak i ve vlastních dílech (William Browne, John Hookham Frere, William Butler Yeats), a někdy ve španělštině (Juan Boscán Almogáver, Alonso de Ercilla y Zúñiga, Lope de Vega). Stance (portugalsky oitava rima) byla velmi populární v Portugalsku v 16. a 17. století (Luís Vaz de Camões, Lusovci, Gabriel Pereira de Castro, Ulysseia, nebo založení Lisabona, Francisco de Sá de Meneses, Dobytí Malakky, Santa Rita Durão, Caramuru). Mimo tyto jazyky se stance ve své klasické podobě příliš neužívá, jednou z výjimek je například básěň srbského romantisty Lazi Kostiće Santa Maria della Salute. Jinak se užívá téměř výhradně v překladech, což platí i pro češtinu.
Nemysli na ty, kterým podal’s pít
a kteří do tvé naplivali číše,
všech srdce s tvým přec v souhlas nemůž’ bít,
týž hvozd, jenž jedněm v dumy úkoj dýše,
zas dráždí jiné, snět mu urazit;
ty’s třeba mechem jeho kráčel tiše,
co jiný prchal. Však nad cizím plesem
a cizí zlobou les dál zůstal lesem.
(Jaroslav Vrchlický, Odpověď)

## Varianty
Siciliána (také sicilská oktáva, ottava siciliana) je nejrozšířenější variantou stance. Skládá se z osmi jedenáctislabičných veršů jambického spádu, rýmovaných abababab. Kromě vlastní siciliány je také tvoří také něco velmi podobného této sloce první část italského sonetu. Mimo středověké italské poezie ji užíval Boccacio, v Česku například Jaroslav Vrchlický.
Spenserova stance byla vytvořena anglickým básníkem Edmundem Spenserem, který ji použil pro svůj epos Královna víl. Dohromady se skládá z devíti veršů, prvních osm jsou jambické verše o pěti stopách, poslední je jambický verš o šesti stopách (alexandrín), rýmuje se ababbcbcc. Po Spenserově smrti sloka upadla v zapomnění a dnes není příliš užívána. Kolem roku 1800 byla nakrátko v módě, užíval ji Lord Byron, John Keats, Percy Bysshe Shelley a Walter Scott.
Chaos! Chaos! — Kdo postihne ty látky,
jež v bezbarvé tu leží ve směsici,
kde asi plyne základ země matky,
kde lávy proud a skály ku měsíci,
kde prvky světla v ohon vlasatici?
Chaos, chaos... jen tma a tma kol čirá,
obrovské světy ve hlubinách spící,
kde stěžeje, na nichž se země vzpírá,
kde oheň věčný jest, jejž ve svém nitru svírá?
(Jaroslav Vrchlický, Stvoření světa)
Celkově je mnoho dalších variant osmiveršových slok, které jsou velmi používány, nicméně tyto není možné nazývat formami stance.

### Stanca italská
Italská literatura rozeznává stancu - Ottavia Rimu sicilskou a toskánskou.
- Toskánská ottava rima má rým ab-ab-ab-cc.
- Sicilská ottava rima má vzor rýmu následující: ab-ab-ab-ab.

Oba druhy používají desatislabičný verš v pětistopém jambu.

### Stanca francouzská
Francouzská poezie inkorporovala italskou stancu do nově vznikající renesanční poezie. Stancu psali ve tvaru od čtyřveršové až po čtrnáctiveršovou. Rým zůstal střídavý. Při čtrnáctiveršové obvykle poslední dva verše měly shodný rým. Výjimkou je nona s devíti verši. První, kdo použil stancu je Jean de Lingendes v poemě "Proměny pastýřky Iris" zveřejněné v antologii roce 1605.
Seznam poddruhů žánru Stanca
- 2 veršová = Couplet
- 3 veršová = Tercet
- 4 veršová = Quatrain
- 5 veršová = Cinquain
- 6 veršová = Sestet
- 7 veršová = Septet
- 8 veršová = Octave

## Jiná pojmenování druhů stance
- Terceto (tercet)
- Baladická stanca (Ballad stanza)
- Šestina (Sestet)
- Burnsova stanca nebo skotská stanca (Burns stanza, Scottish stanza)
- Ottava rima
- Sicilská oktáva (Sicilian octave)
- Spenseriánska stanca (Spenserian stanza)
- Balášova stanca (Balassi stanz)a
- Oněginova stanca (Onegin stanza)
- Terza rima